# Chiesa di Santa Maria del Suffragio (Firenze)
La chiesa di Santa Maria del Suffragio, anche detta del Pellegrino, è un luogo di culto cattolico che si trova su via Bolognese, appena a nord del centro storico di Firenze.

## Storia

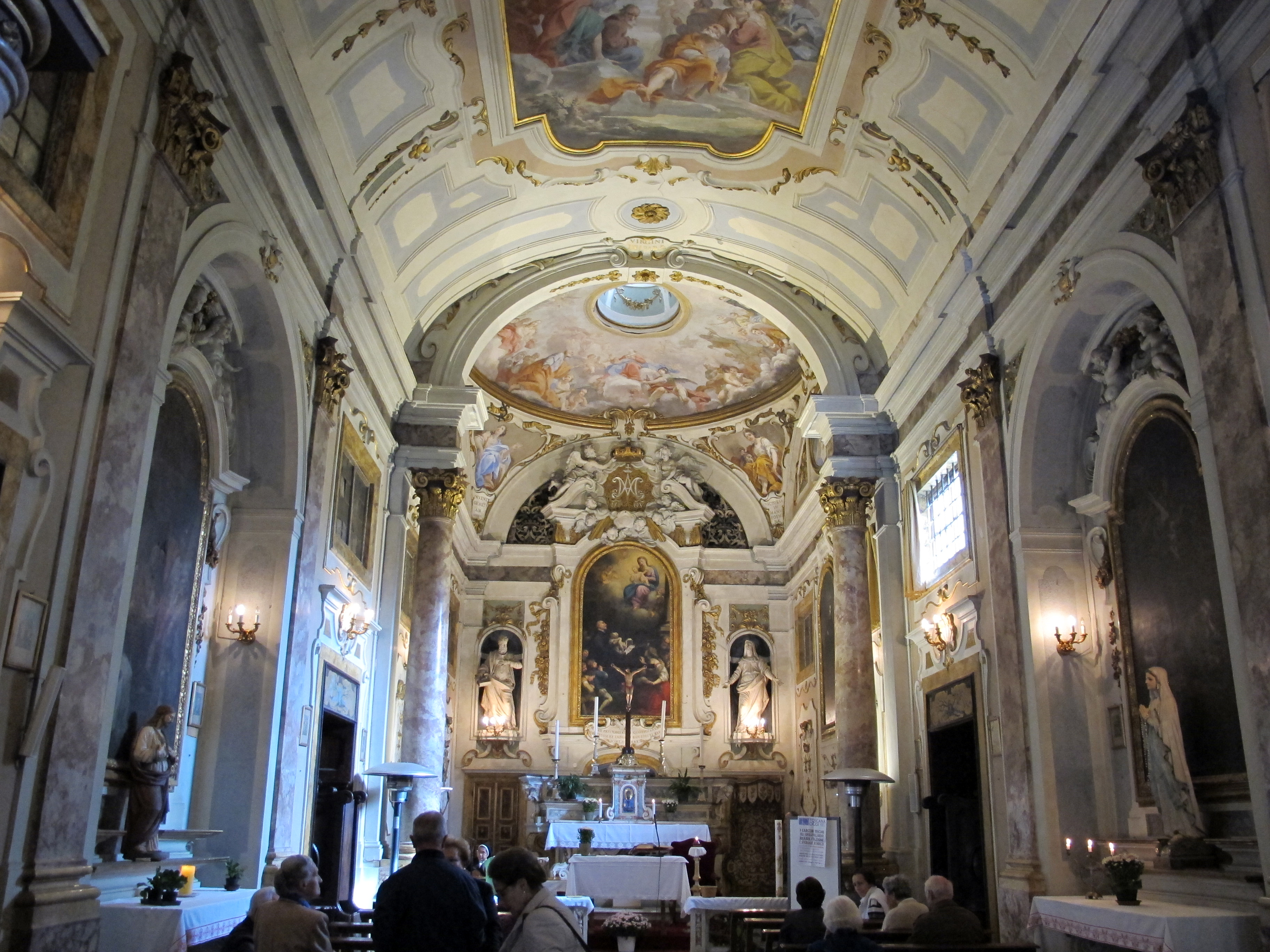
Interno

La chiesa, comunemente chiamata del Pellegrino, si trova nel luogo dove esisteva un'antica magione per i pellegrini che scendevano in città percorrendo via Bolognese. Fu fondata dai monaci Ospitalieri di San Jacopo d'Altopascio e dedicata alla Madonna del Suffragio.
Dopo la soppressione dell'ordine nel Seicento, fu concessa ai Padri Scolopi, che nel 1734 la ristrutturarono e le conferirono l'attuale aspetto rococò, grazie al finanziamento ottenuto dagli Este di Modena che, in vista dell'annunciata fine della dinastia medicea negli ultimi anni di governo di Giangastone, avanzavano pretese dinastiche sul Granducato di Toscana, in virtù della discendenza di Rinaldo d'Este da Virginia de' Medici. 
Esempio notevole di architettura e decorazione di quel breve periodo, la chiesa conserva all'interno arredi, stucchi (di Giovanni Martino Portogalli, dipinti e affreschi, questi ultimi eseguiti da Matteo Bonechi fra il 1734 ed il 1735, come l'Assunzione sulla volta, la Gloria di Santi nella cupoletta sopra l'altar maggiore, le Figure bibliche nei peducci, le due pale coi santi estensi Contardo e Beatrice, gli ovali coi putti reggenti simboli. Un rilievo col ritratto di Rinaldo d'Este (attribuito a Gioacchino Fortini), iscrizioni, stemmi ed emblemi estensi si trovano all'interno. Le pale degli altari laterali (Apparizione in sogno a Giuseppe dell'angelo che lo esorta a tornare a casa e i Santi Zanobi, Anna e Venanzio) sono riferiti al Bonechi con aiuti di bottega. La pala dietro l'altare (San Giuseppe Calasanzio resuscita un bambino morto) è invece di Giovanni Battista Cipriani e leggermente più tarda, eseguita nel 1748-49.
Nel convento annesso lavorò inoltre i pittore fiorentino Giuseppe Pinzani, di cui restano due piccole scene neotestamentarie nell'androne, una Cena in Emmaus nel refettorio del Noviziato, e le Storie di san Filippo Neri nella cappella del priore.